# Мидана, Аугусто
Аугусто Мидана (порт. Augusto Midana; 20 мая 1984) — борец вольного стиля, представляющий Гвинею-Бисау. Участник четырех Олимпийских игр.

## Карьера
Впервые на соревнованиях высшего уровня выступил в 2007 году. На чемпионате мира 2007 года в Баку он боролся в весовой категории до 74 кг, но выбыл из соревнований уже в первом раунде и занял итоговое 39-е место.
На Олимпиаде в Пекине Мидана выступал в категории до 74 кг. Он начал выступления со стадии 1/8 финала и в первой же схватке проиграл грузинскому борцу Геле Сагхирашвили со счётом 3-1.
В 2010 году второй раз выступал на чемпионате мира. В первом раунде он одолел китайского борца, но во втором круге выбыл из соревнований, проиграв Кириллу Терзиеву из Болгарии. Через год, на своём третьем чемпионате мира, Мидана проиграл в первом же раунде иранскому борцу, а в утешительных схватках преодолел только первый раунд, после чего был побеждён белорусом Мурадом Гайдаровым.
В 2012 году, на Олимпиаде в Лондоне Мидана нёс флаг Гвинеи-Бисау на церемонии открытия. В соревнованиях в весовой категории до 74 кг он смог преодолеть в первом раунде сопротивление венесуэльца Рикардо Роберти, победив его со счётом 3-1. Но уже во втором раунде он с тем же счётом уступил грузину Давиду Хуцишвили.